# Neivamyrmex emeryi
Neivamyrmex emeryi är en myrart som först beskrevs av Santschi 1921.  Neivamyrmex emeryi ingår i släktet Neivamyrmex och familjen myror. Inga underarter finns listade i Catalogue of Life.